# كوسمين معطي
كوسمين معطي (بالرومانية: Cosmin Matei)‏ (30 سبتمبر 1991 بترجوفيشت في رومانيا - ) هو لاعب كرة قدم روماني في مركز الوسط. شارك مع منتخب رومانيا تحت 17 سنة لكرة القدم ومنتخب رومانيا تحت 19 سنة لكرة القدم ومنتخب رومانيا تحت 21 سنة لكرة القدم ومنتخب رومانيا لكرة القدم. أما مع النوادي، فقد لعب مع دينامو بوخارست ونادي أتروميتوس ونادي أسترا جورجو ونادي ستيوا بوخارست ونادي فارول كونستانتسا.

## وصلات خارجية
- كوسمين معطي على موقع الاتحاد الأوربي (الإنجليزية)
- كوسمين معطي على موقع اتحاد تركيا (لاعب) (الإنجليزية)
- كوسمين معطي على موقع قاعدة بيانات كرة القدم.إي يو (الإنجليزية)
- كوسمين معطي على موقع ناشيونال فوتبول تيمز (الإنجليزية)
- كوسمين معطي على موقع Soccerway.com (الإنجليزية)
- كوسمين معطي على موقع عالم كرة القدم.نت (الإنجليزية)